# Dimievți, Gabrovo
Dimievți (în bulgară Димиевци) este un sat în comuna Treavna, regiunea Gabrovo,  Bulgaria. 

## Demografie
Componența etnică a satului Dimievți
     Nicio identificare (100%)
     Altele (0%)
La recensământul din 2011, populația satului Dimievți era de 2 locuitori. . Pentru 100% din locuitori nu este cunoscută apartenența etnică.